# Xili, Shandong
Xili (kinesiska: 西里镇, 西里) är en köping i Kina. Den ligger i provinsen Shandong, i den östra delen av landet, omkring 140 kilometer sydost om provinshuvudstaden Jinan. Antalet invånare är 44544. Befolkningen består av 22 113 kvinnor och 22 431 män. Barn under 15 år utgör 15,0 %, vuxna 15-64 år 72 %, och äldre över 65 år 11,0 %.
Genomsnittlig årsnederbörd är 938 millimeter. Den regnigaste månaden är juli, med i genomsnitt 328 mm nederbörd, och den torraste är januari, med 6 mm nederbörd.